# Zenobia Shroff
Zenobia Shroff (Bombay, 27 de mayo de 1965) es una reconocida actriz india de televisión, teatro y cine  de Broadway, Hollywood y Bollywood.

## Biografía
Nació en Bombay de una familia india parsi. Zenobia comenzó  su carrera como actriz en Mumbai, bajo la tutela de la legendaria Pearl Padamsee. Animada por Padamsee, estudió interpretación en la escuela de teatro Circle in the Square de Nueva York. Poco después, perfecciona su arte en el teatro Castle, fuera de Broadway, donde interpretó varios y diversos papeles, como el de Nora en "Una casa de muñecas", de Ibsen, y el de la vanguardista alemana Heiner Muller. También actuó en "Aventuras eróticas en Venecia" de Mario Frattis en el afamado teatro La Mama y en "Jacques y su maestro" de Milan Kunderas.
Ha impartido clases de teatro y movimiento en Nueva York y Bombay, sobre todo a niños de los barrios pobres. Ha enseñado en "Arts Connection", "Education in Dance" y es la profesora fundadora de "Youth Onstage", la única escuela de teatro gratuita de la ciudad para niños de los barrios pobres.
Actuó en la obra de Sooni Taraporevalas "Little Zizou", presentada por Mira Nair. Por ese papel fue nominada como Mejor Actriz en el Festival de Cine Indio de Nueva York. A continuación se la vio en "When Harry tries to Marry", una película independiente de Hollywood, y protagonizó su primer éxito de taquilla en Bollywood, "Ek main aur ekk tu", junto a las superestrellas Kareena Kapoor e Imran Khan.
En 2017 tuvo su papel revelación como la madre de Kumail Nanjiani en 'The Big Sick', que fue un rotundo éxito de taquilla y le valió críticas estelares y una nominación al SAG como Mejor Reparto. siguió con un papel recurrente en la cuarta temporada de THE AFFAIR como Priya Ullah. también repitió como Himaya Pravesh en The Resident, y en Madam Secretary.

## Vida personal
Zenobia es una consumada bailarina de Bharat Natyam y escribe e interpreta sketches de comedia. Su espectáculo unipersonal "Observaciones exóticas" se ha representado en la galería Guild, en el consejo de artes indoamericanas y en el famoso UCB. Es licenciada en Psicología.

## Filmografía

### Cine
- Percy (1989) como Veera.
- Little Zizou (2008) como Roxanne.
- When Harry Tries to Marry (2011) como Geeta.
- Ek Main Aur Ekk Tu (2012) como Nicole Braganza.
- Misaligned (2016) como Madre de Nadia.
- The Big Sick (2017) como Sharmeen.
- t(here) (2019) como Geeta.
- Save Yourselves (2020) como Madre de Su.
- Soul (2020) como Abogada Jerry.
- 7 Days (2021) como Madre de Rita.
- The Marvels (2023) como Muneeba Khan.

### Televisión
- Madam Secretary (2018) como Vanya Kharti.
- The Resident (2018) como Himaya Pravesh.
- The Greatest American Hero (2018) como Leena.
- The Affair (2018-2019) como Priya Ullah.
- Ms. Marvel (2022) como Muneeba Khan.